# Осова-Кольонія
Осова-Кольонія (пол. Osowa-Kolonia) — село в Польщі, у гміні Бихава Люблінського повіту Люблінського воєводства.
Населення — 89 осіб (2011).

## Демографія
Демографічна структура станом на 31 березня 2011 року:
|          | Загалом | Допрацездатний вік | Працездатний вік | Постпрацездатний вік |
| -------- | ------- | ------------------ | ---------------- | -------------------- |
| Чоловіки | 46      | 8                  | 31               | 7                    |
| Жінки    | 43      | 4                  | 25               | 14                   |
| Разом    | 89      | 12                 | 56               | 21                   |